# Raven's Cry
Raven's Cry es un videojuego perteneciente al género de acción y aventura oscura de rol que entreteje eventos de ficción con diversos personajes históricos del Caribe del siglo XVII. El juego se dice que presentara una arquitectura históricamente exacta y a despiadados piratas a diferencia de los piratas cómicos más comúnmente encontrados en la cultura popular. Christopher Raven es un muchacho escocés joven que abordó un barco con su familia rumbo al Nuevo Mundo para escapar de la hambruna de finales del siglo XVII. Cerca de Jamaica su barco fue atacado por piratas despiadados y Christopher Raven se quedó como el único superviviente. Después de haber perdido la mano izquierda a continuación, Christopher se embarca en el camino de la venganza para encontrar a los canallas que asesinaron a su familia, un viaje que podría verle perder su alma también.
La belleza siniestra del Caribe de aquella época se revela en las olas de color esmeralda de rodadura y sus secretos mantenidos muy por debajo de los oscuros callejones y calles empedradas curvos todos repletos de malhechores, asesinos y en voz alta valientes borrachos, los profetas de la botella, la hoja, y la pistola del fusil de chispa. Tres ciudades principales se encuentran en el rumbo de Raven desde el adhesivo pirata desagradable de Port Royal a las elegantes avenidas de la deliciosa Habana, hasta una perdida Ciudad Azteca en lo profundo de las selvas de la América española.

## Argumento
La historia se divide en capítulos y en estos capítulos Christopher está rastreando a un determinado pirata conocido como Neville Scranton a quien culpa de dirigir el asalto, así como todos los antiguos piratas que participaron en la masacre de las únicas personas que alguna vez ha amado. En su camino se verá en la necesidad de golpear, recortar, y disparar para trazar su camino a través de una gran variedad de entornos, como las ciudades portuarias del Caribe típicas y tierras aztecas. Su mano perdida ha sido reemplazada por un gancho y un cuervo familiarizado está a su lado para explorar a los enemigos.

### Jugabilidad
El juego es en 3D con un modo en tercera persona y se inserta un guion. Christopher va armado con un gancho, reemplazando la mano que perdió (hay varios "ganchos" para elegir, con diferentes funciones), una espada y pistolas, también informó sobre las competencias específicas y el estilo de magia vudú. La Promoción de la trama es un clásico del género de movimiento en el nivel del mapa y la ejecución de las tareas de actualidad en relación con los enfrentamientos de esgrima, así como los viajes de la nave con el disparo de cañón y de la lucha de embarque. En las escenas con guion en ciertas etapas se pedirá que seleccione una de las acciones posibles .
Raven's Cry también cuenta con juegos de rol elementos, incluyendo el sistema de moralidad, misiones secundarias, y objetos mágicos que pueden aumentar los atributos de caracteres. Sistemas para 'Miedo' y 'Notoriedad' hacen que el mundo alrededor de usted reacciona a sus acciones y decisiones. Matar enemigos hace que acumules 'Miedo', que se puede utilizar para asustar a los enemigos a distancia o como un super ataque. La consecuencia es que todo el mundo en el rango se vuelve hostil si no es que también sirve para asustarlos. La 'Notoriedad' aumenta a medida que lo hace su carácter asesino y de manera similar a Assassins Creed II en cuanto al sistema de notoriedad con carteles en la pared se puede arrancar. Los opositores sangran y sufren lo que afecta a los aspectos morales de la partida. Los Encantos de Pirata le permitirán convertirse en invencible, convocar a los cuervos rasgar enemigos en pedazos, aumentar la velocidad de ataque y daños, e incluso utilizar un poco de magia.
Las Batallas navales y los duelos mano-a-mano con ciertos enemigos son posibles. Armas como un "arma de la pistola" que es un cuchillo con un revólver que se le atribuye o un "hacha de rifle" que se parece a una versión del siglo XVII de la profesión de Gears of War están a su disposición.

## Recepción
Raven's Cry recibió criticas muy negativas